# Piłka wodna na Igrzyskach Azjatyckich 2010
Piłka wodna na Igrzyskach Azjatyckich 2010 odbyła się w dniach 15 - 25 listopada w Kantonie. W rozgrywkach męskich udział brało 9 zespołów narodowych, natomiast w rozgrywkach żeńskich 4 zespoły.

## Program
|  | Eliminacje |  | Finały |

| Konkurencja      | Konkurencja | 15.11 | 16.11 | 17.11 | 18.11 | 19.11 | 20.11 | 21.11 | 22.11 | 23.11 | 24.11 | 25.11 |
| ---------------- | ----------- | ----- | ----- | ----- | ----- | ----- | ----- | ----- | ----- | ----- | ----- | ----- |
| Turniej mężczyzn |             |       |       |       |       |       |       |       |       |       |       |       |
| Turniej kobiet   |             |       |       |       |       |       |       |       |       |       |       |       |

## Medaliści
| Konkurencja:               | 1. miejsce | 2. miejsce | 3. miejsce |
| Turniej mężczyzn szczegóły | Aleksandr Szwedow Sergiej Gubarew Aleksandr Gaidukow Murat Szakenow Aleksej Panfili Roman Pilipenko Aleksandr Aksenow Rustam Ukumanow Jewgeniy Cziljajew Mikhail Rudaj Rawil Manafow Azamat Czulumbetow Nikołaj Maksimow | Ge Weiqing Tan Feihu Liang Zhongxing Yu Lijun Guo Junliang Pan Ning Li Bin Wang Yang Xie Junmin Wang Beiming Han Zhidong Jiang Bin Huang Meicai                                                                         | Katsuyuki Tanamura Mitsuaki Shiga Kan Irei Koji Takei Kan Aoyagi Hiroki Wakamatsu Yusuke Shimizu Akira Yanase Koji Kobayashi Yoshinori Shiota Atsushi Naganuma Satoshi Nagata HShota Hazui          |
| Turniej kobiet szczegóły   | Yang Jun Teng Fei Liu Ping Sun Yujun He Jin Sun Yating Song Donglun Zhang Weiwei Wang Yi Ma Huanhuan Sun Huizi Zhang Lei Wang Ying                                                                                       | Galina Ritowa Natalia Szepelina Kamila Zakirowa Anna Turowa Lilija Falalejewa Anna Zubkowa Zamira Mijrzabekowa Jekaterina Garijewa Aizhan Akilbajewa Marina Gritsenko Jelena Chebotowa Assem Mussarowa Alexandra Turowa | Anastazja Skowpina Diana Dadabaewa Aleksandra Sarancza Esenija Piftor Ewgenija Iwanowa Natalia Pljusowa Anna Szeglowa Ramilja Halikowa Adelina Zinurowa Olga Majorowa Anna Pljusowa Elena Dukhanowa |

## Klasyfikacja medalowa
| Klasyfikacja medalowa | Klasyfikacja medalowa | Klasyfikacja medalowa | Klasyfikacja medalowa | Klasyfikacja medalowa | Klasyfikacja medalowa |
| --------------------- | --------------------- | --------------------- | --------------------- | --------------------- | --------------------- |
| Miejsce               | Reprezentacja         | Złoto                 | Srebro                | Brąz                  | Razem                 |
| 1.                    | Chiny                 | 1                     | 1                     | -                     | 2                     |
| 1.                    | Kazachstan            | 1                     | 1                     | -                     | 2                     |
| 3.                    | Japonia               | -                     | -                     | 1                     | 1                     |
| 3.                    | Uzbekistan            | -                     | -                     | 1                     | 1                     |